# Шелепа, Алексей Семёнович
Алексей Семёнович Шелепа (22 сентября 1940, Чугуевка, Приморский край — 6 июля 2014) — российский экономист, специалист в области хозяйственного механизма функционирования АПК, экономического и социального развития АПК Дальнего Востока, управления аграрным производством. Член-корреспондент РАСХН (2005).

## Биография
Окончил Благовещенский сельскохозяйственный институт (1962).
Послужной список:
- бригадир норковой фермы (1962—1964), главный зоотехник (1964—1966) зверосовхоза «Уссурийский» Приморского края.
- 1966—1969 директор совхоза «Славянский» Приморского края;
- 1969—1972 аспирант ВНИИ экономики сельского хозяйства;
- старший научный сотрудник (1972—1975), руководитель сектора (1975—1980), руководитель отдела (1980—1988) Сибирского НИИ экономики сельского хозяйства;
- 1988—1989 заведующий кафедрой Новосибирского СХИ;
- 1989—1990 заместитель директора по науке Сибирского НИИ экономики сельского хозяйства;
- с 1990 г. — директор Дальневосточного НИИ экономики, организации и планирования АПК.

Доктор экономических наук (1997), профессор (2002), член-корреспондент РАСХН (2005), член-корреспондент РАН (с 27 июня 2014 года).
В 2002 г. награждён медалью ордена «За заслуги перед Отечеством» II степени.

## Сочинения
- Социально-экономические преобразования в АПК Дальнего Востока и их последствия. — Хабаровск, 2001. — 74 с.
- Пространственные трансформации в российской экономике / соавт.: А. С. Шейнгауз, В. Б. Верника; РАН. Дальневост. отд-ние. Ин-т экон. исслед. — М.: Экономика, 2002. — 424 с.
- Концепция стабилизации и развития аграрного сектора Дальнего Востока до 2010 года / соавт.: А. К. Чайка и др.; Дальневост. НИИ экономики, орг. и планирования АПК. — М., 2003. — 50 с.
- Аграрная политика региона в современных условиях. — Хабаровск, 2004. — 179 с.
- Северо-восток России: региональная экономика и управление / соавт.: Е. А. Борисов и др. — Хабаровск: Дальневост. акад. гос. службы, 2005. — 787 с.